# Alhuser Ahe
Die Alhuser Ahe ist ein Naturschutzgebiet in Hassel (Weser), Samtgemeinde Grafschaft Hoya (Landkreis Nienburg/Weser, Niedersachsen).

## Beschreibung
Die Alhuser Ahe ist ein 22 ha großes Auwaldgebiet zwischen Hassel und Hoya im Weser-Aller-Flachland östlich der Weser.
In dem Naturschutzgebiet mit der Kennzeichen-Nummer NSG HA 010 wächst ein alter strukturreicher Hartholzauenwald. Er wird überwiegend von Stieleichen und Feldahorn eingenommen. In der vielfach üppig entwickelten Krautschicht dominiert der Hohle Lerchensporn, der Ende März/Anfang April in großen Pflanzenteppichen weiß und violett blüht. Auf dem nährstoffreichen, mäßig feuchten Standort kommen zahlreiche weitere Pflanzenarten vor und bieten insbesondere im Frühjahr ein sehr reizvolles Landschaftsbild.
Auf nicht gesperrten Wegen kann das Naturschutzgebiet begangen werden.

## Geschichte
Mit Verordnung vom 26. Juli 1939 wurde das Gebiet „Alhuser Ahe“ im damaligen Landkreis Grafschaft Hoya zum Naturschutzgebiet erklärt.